# 多伊爾斯波特鎮區 (密蘇里州巴頓縣)
多伊爾斯波特鎮區（英語：Doylesport Township）是位於美國密蘇里州巴頓縣的一個行政鎮區。

## 地方資料
多伊爾斯波特鎮區的面積為93.69平方千米，當中陸地面積為92.93平方千米，而水域面積為0.76平方千米。根據2020年美國人口普查的數據，當地共有人口247人，而人口密度為每平方千米2.64人。